# Kings of the Wild Frontier
Kings of the Wild Frontier — второй студийный альбом нововолновой британской группы Adam & the Ants, записанный в Rockfield Studios и выпущенный на лейбле Epic Records в 1980 году.

## История создания
Выпуску второго студийного альбома группы предшествовали серьёзные потрясения, связанные с переменами состава. В октябре 1979 года Энди Уоррен перешёл в The Monochrome Set (где к этому времени уже играл Лестер Сквэр). Заменивший его Ли Горман вместе с Эшманом и Барбароссой вслед за Малкольмом Маклареном ушёл в Bow Wow Wow — это произошло в те дни, когда Адам работал над материалом второго альбома. В январе в группу пришли Крис «Меррик» Хьюз, Терри Майалл (ударные), Кевин Муни (бас) и Марко Пиррони, после чего в мае 1980 года она подписала контракт с CBS.
Несмотря на все трудности, Kings of the Wild Frontier стал бестселлером (поднявшись на 1-е место в UK Album Charts). Впоследствии он был признан нововолновой классикой, оказавшей заметное влияние на развитие рок-музыки.
Из альбома вышли три хит-сингла: «Kings of the Wild Frontier» (июль 1980, # 2), «Dog Eat Dog» (# 4 в октябре 1980) и «Antmusic» (#2 в январе 1981).

## Музыкальный стиль
Необычный стиль авторского дуэта Адама Анта и Марко Пиррони — гитарные риффы в духе Дуэйн Эдди, двойная партия барабанов («Бурунди-бит»), необычный бэк-вокал — поставил в тупик музыкальных критиков, которые в течение многих лет испытывали трудности с классификацией группы.

## Список композиций (UK)
Все песни написаны дуэтом Adam Ant — Marco Pirroni.
1. Dog Eat Dog — 3:11
2. Antmusic — 3:37
3. Feed Me to the Lions — 3:03
4. Los Rancheros — 3:30
5. Ants Invasion — 3:19
6. Killer in the Home — 4:22
7. Kings of the Wild Frontier — 3:56
8. The Magnificent Five — 3:07
9. Don’t Be Square (Be There) — 3:32
10. Jolly Roger — 2:11
11. Making History — 2:59
12. The Human Beings — 4:32

В американском варианте «Making History» был заменен двумя ранними песнями Анта: «Press Darlings» (трек 5) и «Physical (You’re So)» (трек 12), до этого выходившисх сингловыми би-сайдами в ЮК. На американской кассетной версии представлены также «Stand and Deliver» (сингл, включенный в альбом Prince Charming) и ещё один би-сайд, «Beat My Guest.»
В 2004 году альбом был перевыпущен с шестью бонус-треками:
1. Antmusic (Alternative Mix) — 3:43
2. Antmusic (Demo) — 3:28
3. Feed Me to the Lions (Demo) — 3:02
4. The Human Beings (Demo) — 2:30
5. S.E.X. (Demo) — 3:57
6. Omelette From Outerspace (Demo)

## Участники записи
- Адам Ант — вокал, гитара, клавишные, гармоника
- Марко Пиррони — гитара
- Кевин Муни — бас-гитара
- Меррик (он же Крис Хьюз, продюсер) — ударные
- Терри Ли Мэйолл — ударные